# فيليب برون
فيليب برون (بالفرنسية: Philippe Brun)‏ هو بواق فرنسي، ولد في 29 أبريل 1908 في باريس في فرنسا، وتوفي بنفس المكان في 14 يناير 1994.

## وصلات خارجية
- فيليب برون على موقع IMDb (الإنجليزية)
- فيليب برون على موقع ميوزك برينز (الإنجليزية)
- فيليب برون على موقع أول ميوزيك (الإنجليزية)
- فيليب برون على موقع ديسكوغز (الإنجليزية)